# 收缩城市
收缩城市（英語：Shrinking cities，或译作萎缩城市）是原本人口密集，但发生了显著的人口流失的城市。迁出是城市收缩一种常见原因。由于这些城市的基础设施是为了支持更多的人口而建造的，其维护可能成为一个严重问题。与之相关的一个城市化现象是逆城市化。

## 定义

### 起源
城市收缩的现象通常是指大城市在短时间内经历大量人口流失。该过程也被称为逆城市化，在英语世界中也称作“大都市分散”（metropolitan deconcentration）和“大都市转向”（metropolitan turnaround）。它常用于指旧工业区受西方私有化和资本主义的影响的东欧后社会主义。另一方面，自2006年以来，美国城市密集的市中心已经在收缩，而郊区则继续增长。郊区化与去工業化、人口遷徙和2008年的大萧条都成为了美国城市收缩的起因。学者估计，全世界有六分之一到一四分之一的城市正在国家经济增长和去工业化的情况下收缩。然而，收缩城市的概念存在一些问题，因为它试图囊括由各种复杂而不同原因造成的人口减少的地区。可能的原因包括人口老龄化、产业转移、有意地收缩以改善生活质量，或转型阶段，这些问题都需要以不同的措施和规划来应对。

### 原因
城市收缩现象的原因有各种理论解释。Hollander等人和Glazer提出港口城市的铁路、国家基础设施（如高速公路）的老化，以及郊区化可能是逆城市化的原因。Pallagst也提出，收缩是对去工业化的回应，因为就业从城市核心转移到了周边更便宜的土地。这种情况在底特律已经发生，由于空间有利业务扩张，土地也更便宜，汽车行业的就业机会转移到了郊区。Bontje提出了导致城市收缩的三个因素，Hollander也提出了一个因素：
1. 城市发展模式（Urban development model）：基于福特主义的工業化模型，它认为城市化是一个周期性过程，城市和地区的衰退最终将促进增长
2. 单公司城镇/单一结构模式（One company town/monostructure model）：城市过分关注经济增长的一个分支的会使之容易受到快速衰退的影响，例如弗林特的汽车工业。
3. 休克治疗模式（Shock therapy model）：特别是在东欧后社会主义时期，国有企业未能在私有化下生存，导致工厂关闭和大规模失业。
4. 精明衰退（Smart decline）：城市规划者利用这个术语，通过“规划人数减少、建筑数量减少、土地使用量减少”来实现间接鼓励收缩。这是一种开发方法，旨在提高当前居民的生活质量，同时不考虑居民的需求，从而将更多的人赶出市中心。

### 影响

#### 经济
城市人口的萎缩表明城市的经济和规划条件发生了变化。城市由经济衰退开始“收缩”，这通常是战争、债务或缺乏生产和劳动力造成的。人口下降会影响大量社区，包括远离大城市的和大城市内部的社区。这些社区通常由本地人和常住居民组成，因此最初的人口并不多。人员外流会对这些地区的生产潜力和生活质量产生不利影响，随之而来的是就业和生产力的下降。

#### 社会和基础设施
由于生育率下降、预期寿命的变化、人口老龄化和家庭结构的缩小，收缩城市会经历巨大的社会变化。这种变化的另一个原因是工作需要导致的迁移。这导致了不同的家庭需求，对城市住房市场和新土地或城市规划的开发构成挑战。人口的可能使人们对城市丧失信心，并且往往会瓦解地方的士气。再加上经济疲软，城市及其基础设施开始因缺乏市政维护而恶化。

#### 政治
历史上，城市收缩在政治上一直是个忌讳的话题。代表或议员们对其视而不见，导致许多人认为收缩不是真问题。今天，城市收缩已成为公认的问题，许多城市规划机构共同制定战略，以应对收缩对日常生活各个方面的影响。

### 国际视角

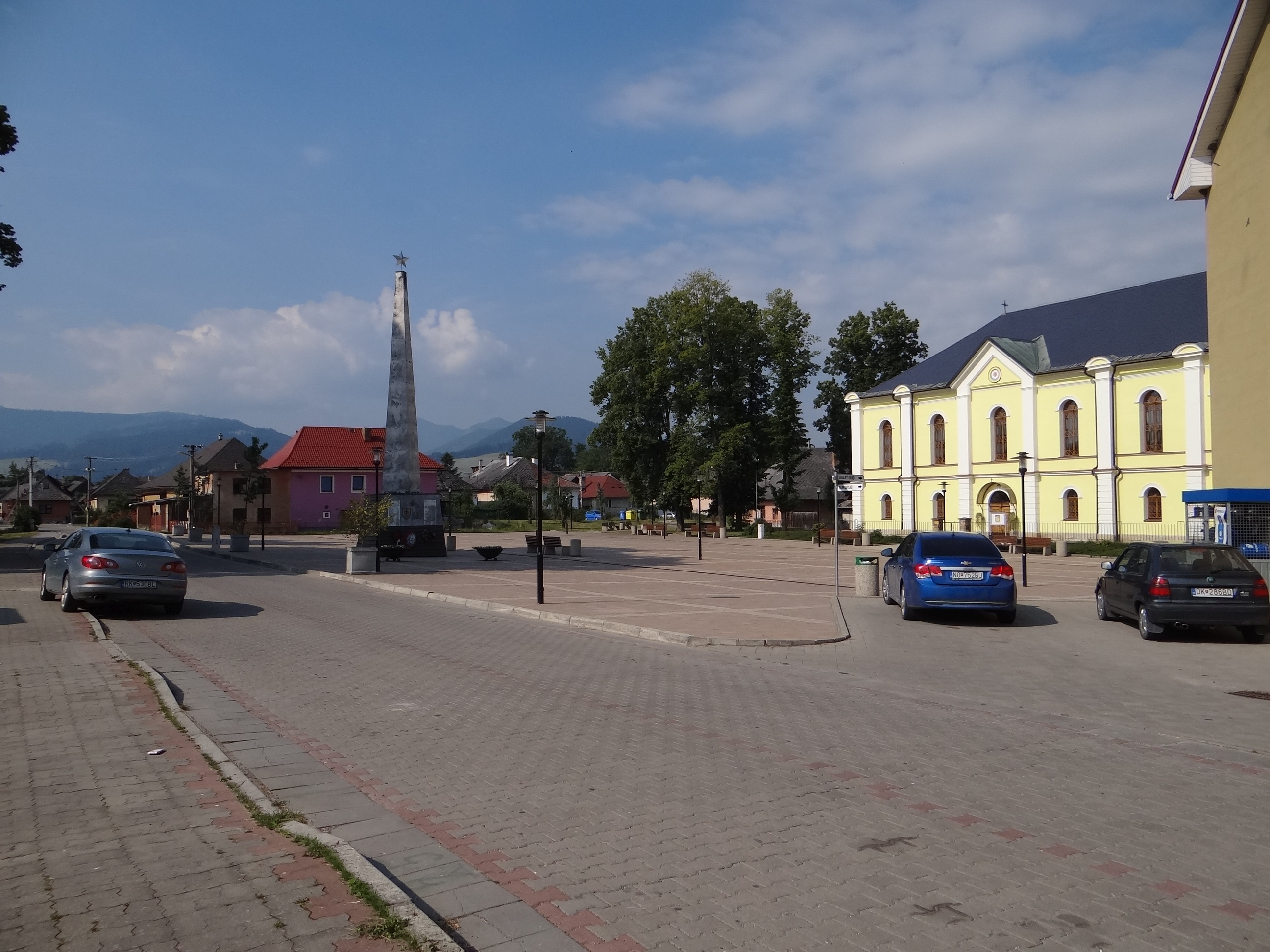
斯洛伐克的Partizánska Ľupča，现在是个1300名居民的村庄，但它在14-19世纪是一个4000多人口的采矿重镇。一些房子仍然具有城市特色。

欧洲和中亚的前社会主义地区历来受人口下降和去工業化的影响最大。东德城市以及前南斯拉夫和苏联地区受到了社会主义垮台后经济形势疲弱的严重影响。欧洲国家的统一既有利也有弊。例如，因为许多人移民到了柏林等西方城市，莱比锡和德累斯顿等德国城市的人口急剧下降。而德国统一后，1991年，汉堡人口剧增，产量创下纪录。相反，莱比锡和德累斯顿遭遇了经济衰退和基础设施失修。这些城市本是为了支持更多人口而建的。不过，德累斯顿和莱比锡人口已恢复增长，但主要是以牺牲较小的城市和农村地区为代价。 美国的收缩城市面临的问题不同：大部分人口迁出城市去其他州，以获得更好的经济机会和更安全的环境。发达资本主义国家的人口普遍较多，因此这种转变并不像后社会主义国家那样危险。美国也有更多的公司愿意恢复收缩城市并投资振兴工作。例如，1989年旧金山的洛馬普里塔地震之后，城市与居民之间的动态关系引起了新变化，并且规划在城市中取得了明显成效。相比之下，德国的城市并未获得同样的关注度。城市规划项目需要很长时间才能获得批准和确立。截至目前，莱比锡正在采取措施，使城市更加面向自然、更加“绿色”，以便让人口先稳定下来，然后国家才可以集中精力吸引人口回到城市。

## 理论
第二次世界大战后，全球许多工业城市都发生了人口外迁和资本撤离，这促使人们对城市收缩或城市衰退的原因进行学术讨论。正義、种族主义、经济和健康差异以及不公平的权力关系等严重问题是城市收缩现象导致的后果。问题是，什么导致城市衰退，以及它们为什么会导致衰退。虽然理论有所不同，但城市衰退大致可归因于以下三大类的影响：去工業化、全球化和郊区化。

### 去工业化

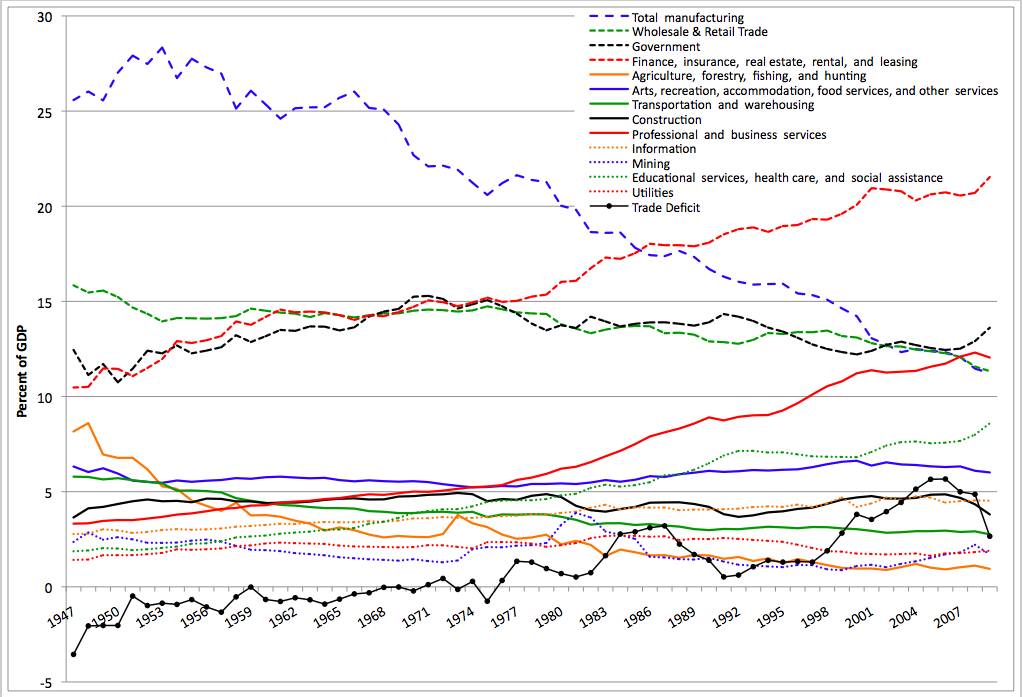
1947-2009年美国各部门经济的百分比占GDP的百分比

收缩城市的理论之一是去工业化，或工业城市中心的撤资过程。这种收缩城市理论主要聚焦于二战后的欧洲。第二次世界大战后，全球经济力量从西欧转移到美国。此时，制造业在西欧衰落，在美国兴起。结果是西欧偏离工業化而转向了接续产业。从英国服务业经济的崛起即可清楚地看到这种经济转变。然而，随着产业的转型，许多工作岗位流失或被外包。其结果是城市衰退，以及人口自原工业城市中心至郊区和乡村大规模迁移。

#### 二战后政治
二战后由美国赞助的经济援助政策鼓励下的迅速的私有化激励措施，如马歇尔计划和租借法案，推动了西欧经济格局中的自由市场、资本主义治理方法。这些私有化计划的结果是资本流入美国制造业和金融市场以及西欧工业中心。美国的贷款也被用作全球投资计划中的政治货币，旨在扼杀苏联阵营東方集團内的經濟發展。大量的债务将资本主义欧洲与美国联系在一起，金融封锁阻碍了共产主义东部的全面发展，这种冷战经济权力结构很大程度上导致了欧洲城市的衰落。

#### 英国案例

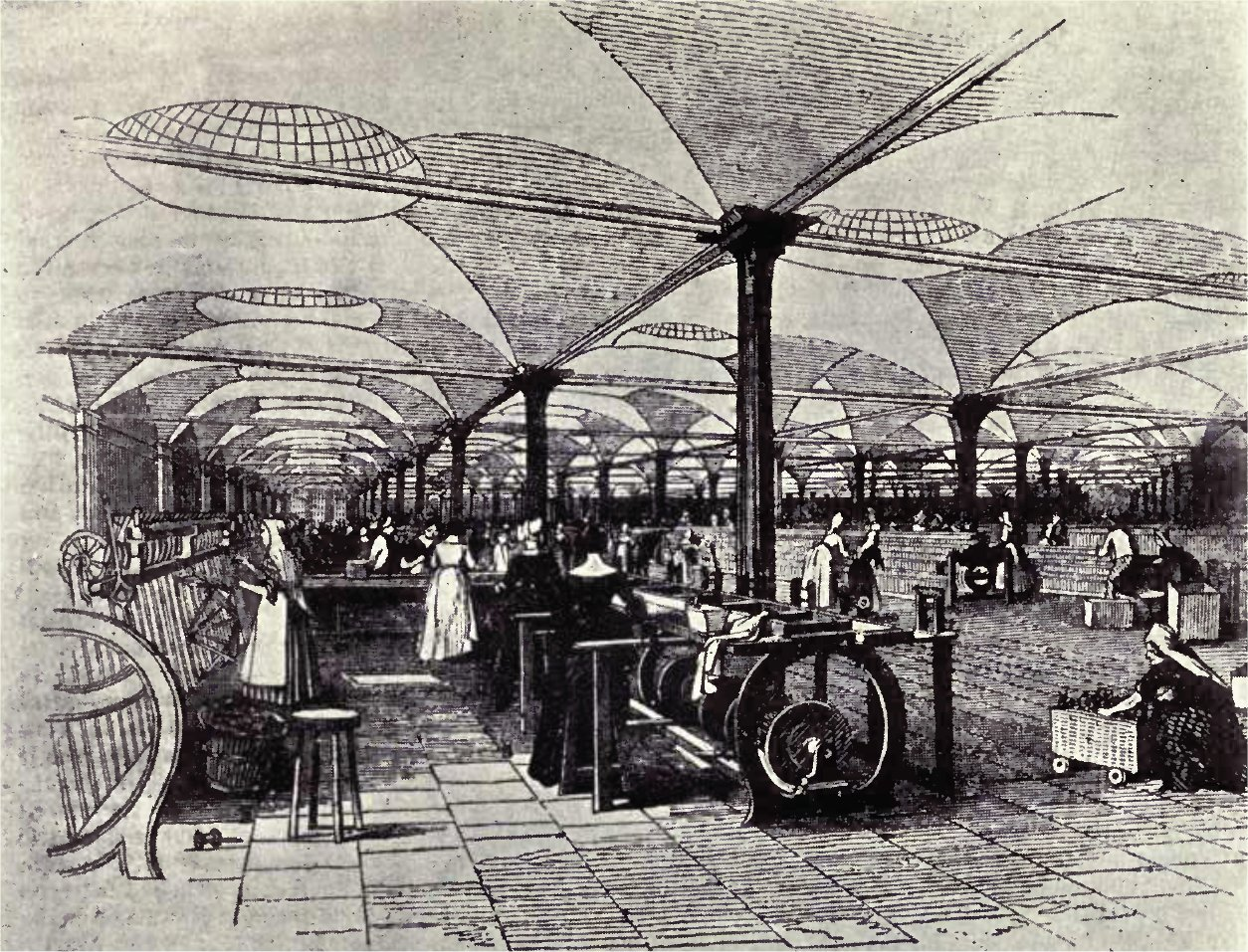
19世纪，英国成为第一个全球经济超级大国，因为它拥有卓越的制造技术和改良的全球通信，如蒸汽船和铁路。

英国被广泛认为是第一个完全工业化的国家，常被用作支持去工业化和城市衰退理论的案例研究。政治经济学家常认为冷战时期是全球经济权力结构发生巨大转变的时期。“大英帝国”建立在工业、贸易和金融统治之上。然而，在租借法案和马歇尔计划等项目下，这种控制权事实上流失到了美国。随着全球金融市场从伦敦转移到纽约市，纽约的资本和投资的影响力也在增加。
二战后的最初几十年，英国致力于重建或调整在世界新秩序中的经济、政治和文化作用，因此英国直到20世纪60-70年代才出现对城市衰退的普遍担忧。随着工业流出西欧、流入美国，英国发生了城市人口迅速减少并向农村地区流动的现象。在20世纪80年代的私有化政策下，去工业化进一步推进。工业私有化导致工业失去了仅存的国家保护。此时工业在私有制下，“自由市场”的激励（以及北海油田产生的强劲英镑）进一步推动了制造业从英国流出。
在英国首相托尼·布莱尔的领导下，英国试图通过扩充服务业来改善人口减少和失业的城市，并取得了一定成效。然而，除了伦敦以外，从制造业到服务业的转型并未能扭转1966年起城市衰退的趋势。

#### 莱比锡案例

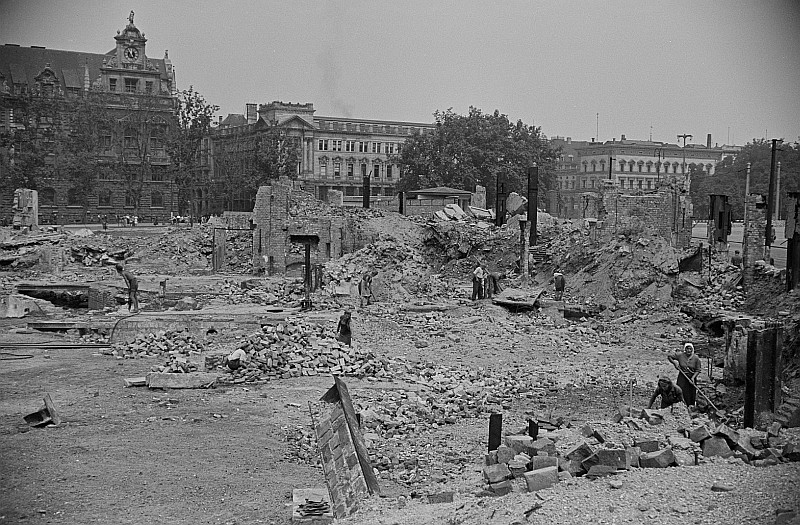
在第二次世界大战中遭轰炸后的莱比锡

莱比锡是第二次世界大战后欧洲东部城市衰退的一个例子。莱比锡是冷战时期苏联阵营的东德城市，当时该并未得到足够的政府投资，其工业产品也没有足够的市场销路。产品需求的停滞，使制造业投资受到遏制，莱比锡开始去工业化。人口统计学家认为，这种去工业化促使人口从市中心迁移到乡村和发展中的郊区，以便在别处找到工作。自21世纪以来，莱比锡再工业化并重新变为增长的城市地区。

#### 底特律案例
尽管关于去工业化的大多数主要研究都集中在二战后的欧洲，但许多理论家也转向研究美国密歇根州底特律的案例，将其用作去工业化与城市收缩之间相关性的进一步证据。底特律因拥有庞大的汽车制造产业而被昵称为汽车城，其人口在20世纪50年代达到高峰。随着欧洲和日本工业从第二次世界大战的破坏中复苏，美国汽车工业不再具有垄断优势。伴随新的全球市场竞争，底特律逐渐失去其作为“汽车城”的宝座。伴随需求下降，投资转移到底特律以外的其他地方。生产率开始下降后，去工业化随之发生。

### 全球化
从去工業化理论中显而易见，政治经济学家和人口统计学家都非常重视与人口稳定相关的资本和投资的全球流动。许多理论家指出，布雷顿森林会议为新的全球化贸易和投资时代奠定了基础。随着国际货币基金组织和世界银行的建立以及美国提出经济援助计划（即马歇尔计划和租借法案），许多学者将布雷顿森林作为世界经济关系的转折点。在发达国家和发展中国家的新学术分层下，在第二次世界大战后的全球金融重组后，资本投资流动和城市人口密度的趋势也得到了理论阐释。

#### 产品生命周期理论
产品生命周期理论最初由雷蒙德·弗农提出，旨在增进对现代国际贸易模式的理论理解。在尤尔根·弗里德里希（Jurgen Friedrichs）的一项被广泛引用的研究《城市衰落理论：经济、人口学和政治精英》中，弗里德里希斯阐述了和建立现有的产品生命周期理论与城市衰退之间的关系。弗里德里希斯以经济衰退和城市人口迁出导致城市收缩为前提，讨论了起初的经济衰退如何发生、为何发生。通过剖析产品生命周期理论及其对过时产业撤资导致的城市衰退的迹象，他将城市收缩的根本原因归结为特定城市地区缺乏多元产业。弗里德里希斯认为，缺乏多样性放大了少数几家大公司的政治和经济实力，削弱了工人在城市遭受撤资和随后的去工业化之中自保的能力。弗里德里希斯认为，城市经济缺乏多样性阻碍了工业中心的繁荣，使工人失去影响力。反过来，这使得美国密苏里州圣路易斯和底特律等老工业城市的一些经济精英能够再投资于更便宜和监管较少的第三世界制造场所。老工业城市经济衰退的结果就是随后失业人口的外迁。

#### 新自由主义批判

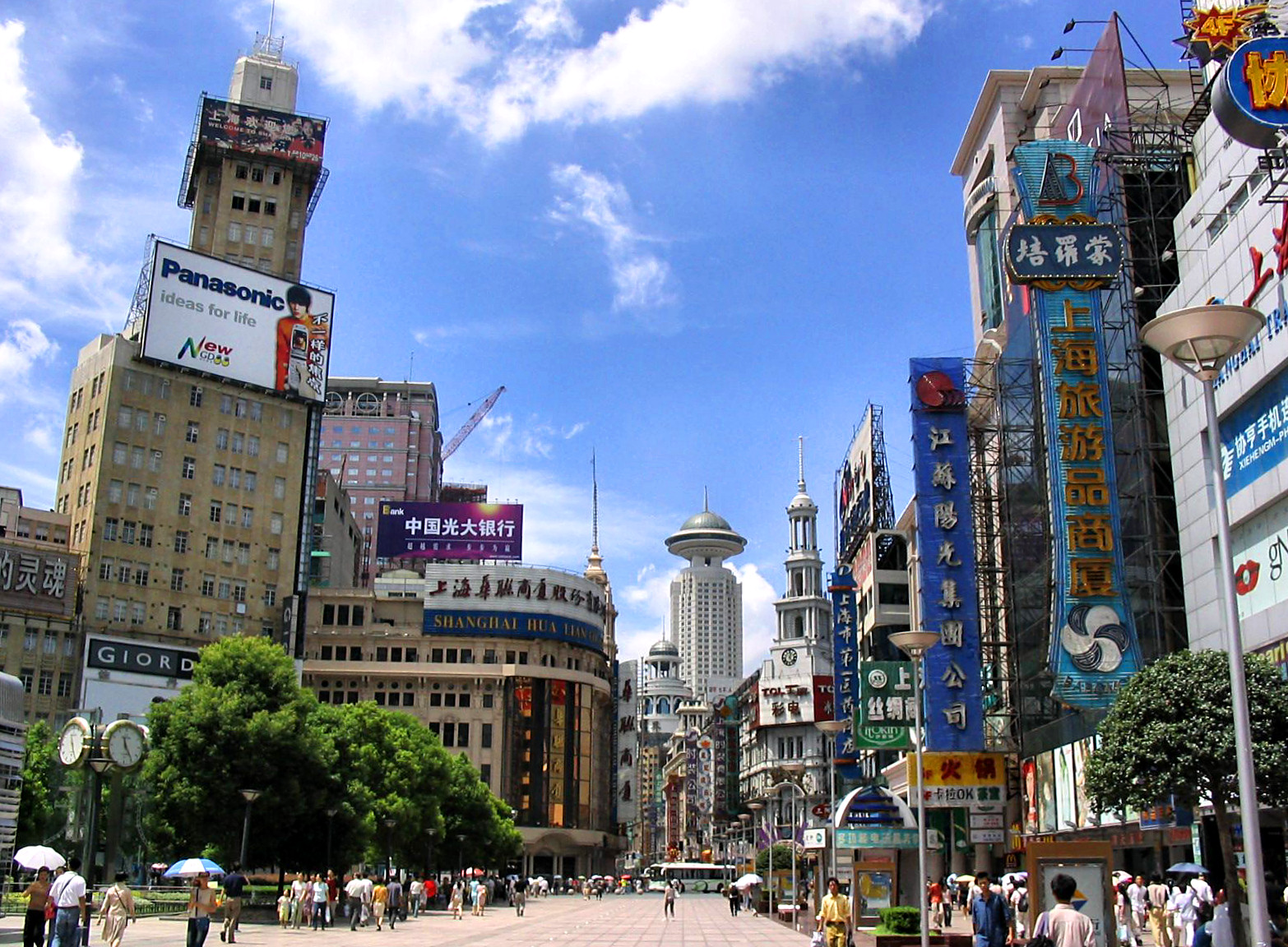
南京路是上海的一条知名商业街。

近来有更多的研究基于收缩城市的产品生命周期理论。然而，其中许多研究都是通过新自由主义批判，聚焦全球化对城市衰退的影响。这种情境化被用来强调生产过程的全球化和国际化作为城市收缩和破坏性发展政策的主要驱动因素。其中许多文章都以美国和中国之间经济关系作为研究案例，以厘清和支持他们提出的主要论点。对全球化的新自由主义批判认为，发达国家城市收缩的主要驱动因素是资本流入发展中国家。理论家们认为，这种外流的原因是在日益国际化的经济体系中，富裕国家的城市无法找到有生产效率的利基市场。在撤资和制造业动向方面，美国外包廉价劳动力导致的中国制造业兴起，常被认为是产品生命周期理论最恰当的例子。依赖理论也被应用到这一分析中，它认为随着城市间发生竞争，全球中心以外的城市，其人口都会外流。

### 郊区化
在20世纪中后期的美国，富裕的个人和家庭从工业城市中心迁移到周边郊区是明显的趋势。该迁移的具体理论因学科而异。然而，不同学科的共识是，白人群飞和汽车文化这两种普遍的文化现象对此有影响。

#### 白人群飞
白人群飞通常指的是，在20世纪内，大部分高加索裔（白人）美国人从种族混居的城市中心迁移到基本同质化的郊区。研究收缩城市的理论家认为，这种迁移的结果是城市中心的资金和基础设施的损失。伴随富裕且政治影响力大的人口逃离城市的，还有资金和政府的利益。许多学者认为，其结果是从20世纪开始，美国城市的城市健康发生了根本性的衰退。

一张房主贷款公司的1937年费城安全地图显示了低收入社区的红线。红区内的家庭和企业无法获得抵押贷款或商业贷款。

白人群飞的后果之一物是财富的分层，城市中心聚集了最贫穷群体（主要是少数族裔），城外的郊区则是最富裕群体（主要是白人）。随着郊区化开始增长一直到20世纪末，城市健康和基础设施水平发生断崖式下降。换而言之，美国城市地区开始衰落。
20世纪中叶的政治政策大大加剧了城市的资金流失和衰退。这些政策的结果和意图都有极强的种族倾向。尽管1934年《国家住房法案》通过之前已经存在歧视和种族隔离，但结构性的歧视是伴随联邦住房管理局（FHA）的建立在联邦层面得到确立的。FHA成立的结果是划定红线（redlining），也就是对贫困、少数族裔城市人口的特定地区进行划界， 这些地区的政府和私人投资受到抑制。在FHA及其政策下，少数族裔聚居的内城社区的衰退进一步恶化。在不予发放抵押贷款的情况下下，被划红线的地区的人口无法增长，甚至无法维持使地区保持活力的人口。

#### 汽车文化和城市蔓延
与白人群飞这一种族驱动因素相结合，独特的美国汽车文化的发展也导致了进一步的郊区化，乃至后来的城市蔓延。随着汽车文化让开车变“酷”并成为“美国性”（American-ness）的关键文化层面，郊区作為美国人想象中的20世纪生活“理想空间”，被批量地建设。在这种情况下，城市衰退只可能恶化。

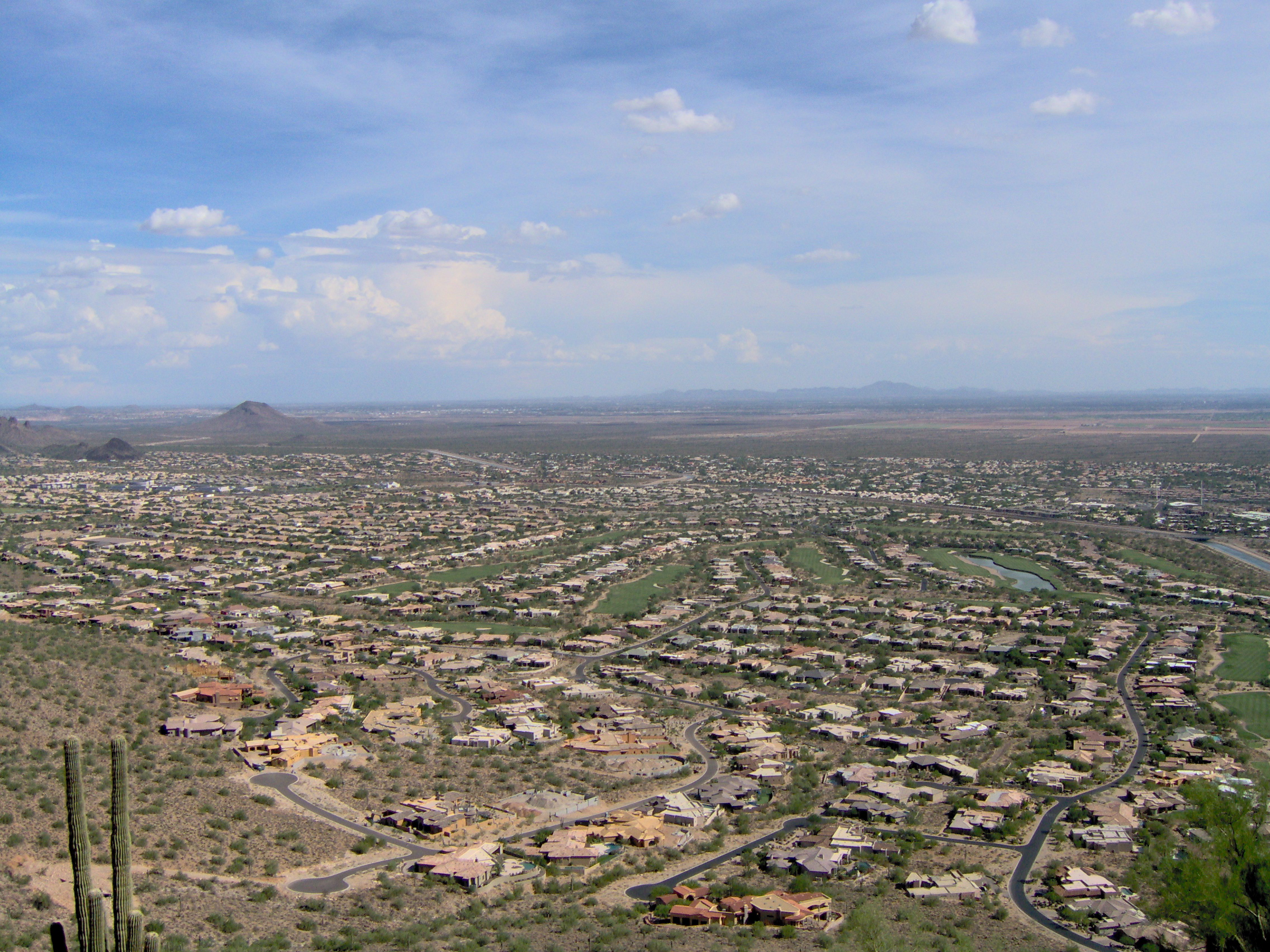
鳳凰城都會區郊区发展鸟瞰

凤凰城和洛杉矶等美国城市最近出现的城市蔓延现象只有在汽车文化的条件下才能实现。学者认为，这种汽车文化的影响及其导致的城市蔓延是三方面的。首先，虽然收缩中和成长中的城市的蔓延现象有许多相似的特征，但衰退城市的蔓延可能会更加迅速，因为人们会越来越渴望迁出贫穷的、内城的地区。其次，成长和衰退的城市的郊区，其特征和特性有许多相似之处。第三，通过改善内城的土地利用，例如建造微型公园和实施城市更新项目，可以遏制衰退城市的蔓延。衰退型城市和成长型城市的蔓延之间存在许多相似之处。因此，这从城市规划视角提供了遏制蔓延的相似的干预策略。

#### 土地制度
除了上述两个因素外，驱动郊区化的力量中还包含美国的土地制度。美国的土地和金融机构大部分是私有的，这导致一旦土地及其上的建筑因为债务违约被止赎后，这些土地和建筑就变成了私有的银行的财产。由于止赎的过程中前房主有很大可能会进行破坏，加上银行对于修复建筑或重新开发土地没有兴趣（或没有能力保证收回成本），导致相当一部分止赎地产被直接法拍。这种情况在低收入社区更加常见。止赎的地产中有相当一部分在被下一任主人接手前会持续损坏，一旦损害部分超过可能的利润，修复和重新开发过程就会被终止。这种情况也会发生在有人住的住房内，但长期无人居住会使得房屋变得破败，从而为附近街区增加可能的犯罪行为，进一步提高居民的迁出率。由于政府没有办法直接插手重建和重新开发活动，也不能取得止赎和遗弃地产的所有权，导致旧城区（内城）逐渐衰败，宜居水平下降，导致更多人迁出，加上白人群飞现象和汽车普及率高这两个因素的推动作用，形成恶性循环。同时，由于美国的联邦和地方政府一般情况下不能控制土地交易，而郊区化的需求使得开发商不断在郊区开发住宅区，这进一步导致旧城区的住房价格贬值（很多地区住宅价格仍在上涨，但涨幅低于通胀率），进一步压缩了重建和修复的利润，导致资金和税基逃离旧城。底特律就是一个典型的例子，由于旧城的重新开发利润率太低，几乎没有私人机构愿意支付维修和重建成本，市区内大多是老旧的住房，这些住房本来就已经因设计理念老旧和材料陈旧导致不宜居，加上失修和附近治安问题突出，除了其他低收入居民外没人购买。除非城市建成区面积已经大到接近或超过了通勤距离极限且人口还在增长，比如纽约和洛杉矶，否则这种郊区化仍会进行，直到到达通勤距离极限。

## 干预措施
為根據其背景和發展來應對城市收縮問題，不同的城市政府會採取不同的干預措施。底特律和揚斯敦等收縮城市的政府採用了新的方法來適應遠低於其鼎盛時期的人口，而非採用增長模型、尋求刺激經濟的措施將人口提升回原來的水平。

### 绿色养老城市
來自歐洲的研究提出「退休移民」是應對城市收縮的一種策略。其設想是廢棄的房產或空地可以轉化成綠色空間，提供給從其他地方遷入的退休老年人。隨著老年人遷移到城市，他們可以將他們的知識和儲蓄帶入城市幫助其復興。如果退休的老年人沒有積極參與社區活動，他們往往會被忽視。綠色養老城市（green retirement city）方法也有益於老年人的社會融入，例如進行城市園藝。這種方法也可以作為「收縮城市的城市更新催化劑」。同時，必須提供住宿，並保障社區設施和醫療保健的可達性。
建立綠色養老城市將是避免像1995年芝加哥熱浪這樣的悲劇的好方法。在熱浪期間，該市有數百人死亡，特別是在內城地區。受害者主要是生活在城市中心的窮人、老年人、非裔美國人。後來的研究指出，這些受害者在社會上是孤立的，與朋友和家人缺乏聯繫。這些孤立的鄰里中身患重病的人也受到影響，可能比其他人更早死亡。衰退內城的高犯罪率使人們害怕開窗，這也是導致高死亡率的原因。因此，擁有充足社區設施和支持的綠色養老城市才能滿足貧困市中心社區中孤立的老年人口的需求。

### 正确规模
“正确规模”（right-sizing）的概念定义为“通过调整可开发的土地数量，将城市的建筑环境与现有的和可预见的未来的人口的需求更紧密地结合起来，从而稳定失衡的市场和陷入困境的社区。”它寻求的不是振兴整座城市，而是将居民重新安置到集中或更密集的社区。这种重组鼓励人口稀少地区的居民和企业迁移到人口更密集的地区。在改善这些密集的社区时，公共服务设施是重点。在人口较少的地区，废弃的建筑物被拆除，空地被预留作未来的绿色基础设施之用。
底特律市在其“底特律工作项目”（Detroit Work Project）计划中采取了正确规模的措施。许多社区的入住率只有10-15%。该计划鼓励人们集中到九个最密集的社区。在该计划下，城市执行了几项任务，包括优先考虑公共安全、提供可靠的交通和计划拆除空置建筑。
虽然“适当规模”的方法在处理大量空地、废弃房屋和被孤立的居民时似乎有吸引力，但对于未进入这些密集社区的居民而言，这种做法可能是有问题的。以底特律为例，虽然衰败社区的居民没有被强制搬到集中地区，但如果他们住在指定社区之外，将可能得不到必要的公共服务。这是因为收缩城市中的社区往往是事实上被种族隔离的低收入社区。这种隔离和排斥可能“增大社会心理压力水平”，反而进一步增加这些社区的生活环境质量的负担。

### 精明收缩
在某些方面，“精明收缩”（smart shrinkage）的概念类似于基于增长的主流模型，即提供激励，鼓励投资，以刺激经济和人口增长，并逆转收缩。然而，政府并不认为城市能够恢复到以前的人口水平，而是接受了收缩以及人口大幅减少的事实。在这种模式下，政府强调经济的多元化，优先考虑资金而不是搬迁人口和社区。

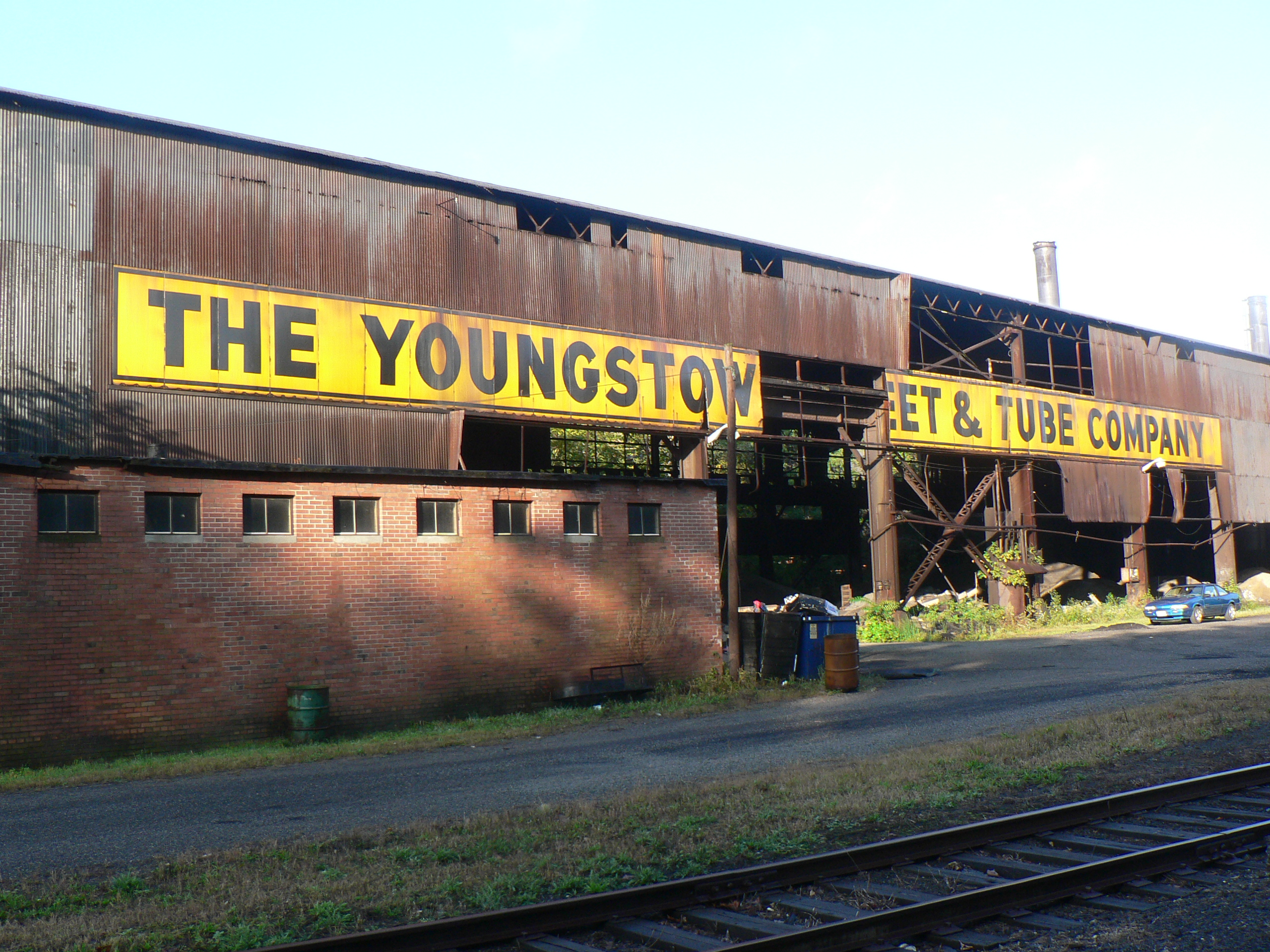
俄亥俄州扬斯敦的扬斯敦钢板钢管公司的废弃厂房

美国俄亥俄州扬斯敦的扬斯敦2010计划是采用这种方法的一个案例。该计划寻求使城市经济多样化，该城市过去几乎完全以制造业为基础。Youngstown Initiative等税收激励计划也“在整座城市帮助吸引和留下了投资”。计划提出以来，这座城市收获了许多重大投资。扬斯敦市区也从高犯罪率的地区变成了充满活力的旅游胜地。
然而也有人担心，“精明收缩”方法可能会加剧无法搬迁到更有活力的社区的社区居民的孤立。如果城市政府忽视產業規劃投資的類型以及社區隔離，就可能產生环境正义问题。